# Hedda Vernon
Hedda Vernon (20 de octubre de 1886 – después de 1925), también llamada Hedda Vernon-Moest, fue una actriz cinematográfica alemana, activa en la época del cine mudo, y una de las primeras estrellas de la cinematografía de su país.

## Biografía
En 1912 Vernon se comprometió para trabajar como actriz para la compañía cinematográfica Deutsche Bioscop. Ese mismo año debutó en la pantalla con el film mudo Die Papierspur, dirigido por Emil Albes. Al siguiente año trabajó para la compañía Vitascope, y bajo la dirección de Harry Piel, en la primera y segunda parte de la producción Menschen und Masken, actuando en otros filmes de Piel hasta 1914.
Desde el principio, Vernon fue consciente del potencial de la nueva industria cinematográfica. Por ello en 1914 fundó en Berlín la compañía Hedda Vernon Film, produciendo dos películas propias, Selbstgerichtet oder Die gelbe Fratze (1914) y Hedda Vernons Bühnensketch (1916). Otros cineastas para los que trabajó fueron el productor Paul Davidson y el director Richard Oswald, para el cual actuó en Das eiserne Kreuz (1914).
En 1913 se casó con el director y actor Hubert Moest. Fue contratada por Eiko-Film, trabajando hasta el final de la Primera Guerra Mundial, sobre todo bajo la dirección de su marido, así como bajo producción de Moest-Film GmbH, compañía que Moest había fundado en 1919. En las películas dirigidas por Moest Die roten Schuhe (1917) y Das Todesgeheimnis (1918), Vernon también escribió el guion. Sin embargo, el matrimonio con Moest acabó en 1920 en divorcio.
En los años 1920 remitió el interés por Vernon. Aun así, en 1920 y 1921 trabajó con Harry Piel en la serie de filmes Der Reiter ohne Kopf. Sin embargo, cada vez con mayor frecuencia debía aceptar hacer únicamente papeles de reparto. La última película conocida de Vernon, Zwischen zwei Frauen, se estrfenó en 1925. En total, a lo largo de su carrera entre 1912 y 1925, Vernon actuó en más de 60 películas mudas.
No hay datos exactos sobre el fallecimiento de la actriz.

## Filmografía
| - 1912: Die Papierspur - 1912: Die rote Jule - 1913: Der Kampf um das Erbe - 1913: Die kleine Residenz - 1913: Der Thronfolger - 1913: Eine Nacht im Mädchenpensionat - 1913: Die Millionenmine - 1913: Alt-Heidelberg, du feine… - 1913: Frou-Frou. Memoiren einer Prima-Ballerina - 1913: Menschen und Masken (partes 1 y 2) - 1914: Ich räche Dich - 1914: Die Toten leben - 1914: Selbstgerichtet oder Die Gelbe Fratze (también producción) - 1914: Die Ehe auf Kündigung - 1914: Die braune Bestie - 1914: Das eiserne Kreuz - 1914: Die Perle - 1914: Die Schleuse - 1915: Die Bettelprinzessin - 1915: Maria Niemand und ihre zwölf Väter - 1915: Doch die Liebe fand den Weg - 1915: Die Heiratsfalle - 1915: Zofia - 1915: Zofenstreiche - 1916: Das Wunder der Nacht - 1916: Das Opfer der Wera Wogg - 1916: Maskenspiel der Nacht - 1916: Hedda Vernon’s Bühnensketch (también producción) - 1916: Hedda im Bade - 1916: Hans im Glück - 1916: Das Bild der Ahnfrau - 1916: Der Weg zum Reichtum - 1916: Seine kokette Frau - 1916: Suzannens Tugend - 1917: Die Verworfenen - 1917: Die Narbe am Knie - 1917: Die fremde Frau - 1917: Noemi, die blonde Jüdin | - 1917: Die roten Schuhe (también guion) - 1918: Puppchen - 1918: Der Peitschenhieb - 1918: Fesseln - 1918: … der Übel größtes aber ist die Schuld - 1918: Mouchy - 1918: Das Todesgeheimnis (también guion) - 1918: Wo ein Wille, ist ein Weg - 1919: Der Tod des andern - 1919: Der Hampelmann - 1919: Taumel - 1919: Das große Wagnis - 1919: Die Hexe von Norderoog - 1919: Galeotto, der große Kuppler - 1919: Die Erbin - 1919: Alles verkehrt - 1919: Jugendliebe - 1919: Blondes Gift - 1919: Seine Beichte - 1919: Ut mine Stromtid - 1920: Maita - 1920: Das Frauenhaus von Brescia - 1920: Der Schieberkönig - 1920: Manolescus Memoiren - 1920: Der Verächter des Todes - 1920: Zu Hilfe! - 1920: Lady Godiva - 1921: Das Zimmer mit den sieben Türen, parte 1: Der Schatz des Inka - 1921: Die keusche Sünderin - 1921: Jim Corwey ist tot - 1921: Der Reiter ohne Kopf, tres partes (Die Todesfalle, Die geheimnisvolle Macht, Harry Piels schwerster Sieg) - 1921: Die Jungfrau vom Kynast - 1922: Das fränkische Lied - 1923: Die Sonne von St. Moritz - 1923: Die närrische Wette des Lord Aldini - 1923: Die Frau aus dem Orient - 1925: Zwischen zwei Frauen |